# 华南谷精草
华南谷精草（学名：Eriocaulon sexangulare），即大葉穀精草，为谷精草科谷精草属下的一个种，分布于中国南方及菲律宾、印度，其花序入药可散风热、明目。

## 扩展阅读
- 維基物種上的相關：华南谷精草

## 外部連結
- 穀精珠 Gu Jing Zhu（页面存档备份，存于） 中藥標本數據庫 (香港浸會大學中醫藥學院) （繁體中文）（英文）